# Homalopoma panamense
Homalopoma panamense är en snäckart som först beskrevs av Dall 1908.  Homalopoma panamense ingår i släktet Homalopoma och familjen turbinsnäckor. Inga underarter finns listade i Catalogue of Life.